# Patrick Søstjerne
Patrick Søstjerne er en tegnefilm figur i Svampebob Firkant. Han er blevet skabt af Stephen Hillenburg og blev først set i "Help Wanted".
| Biografi | Spire Denne biografi er en spire som bør udbygges. Du er velkommen til at hjælpe Wikipedia ved at udvide den. |